# Lauflernhilfe

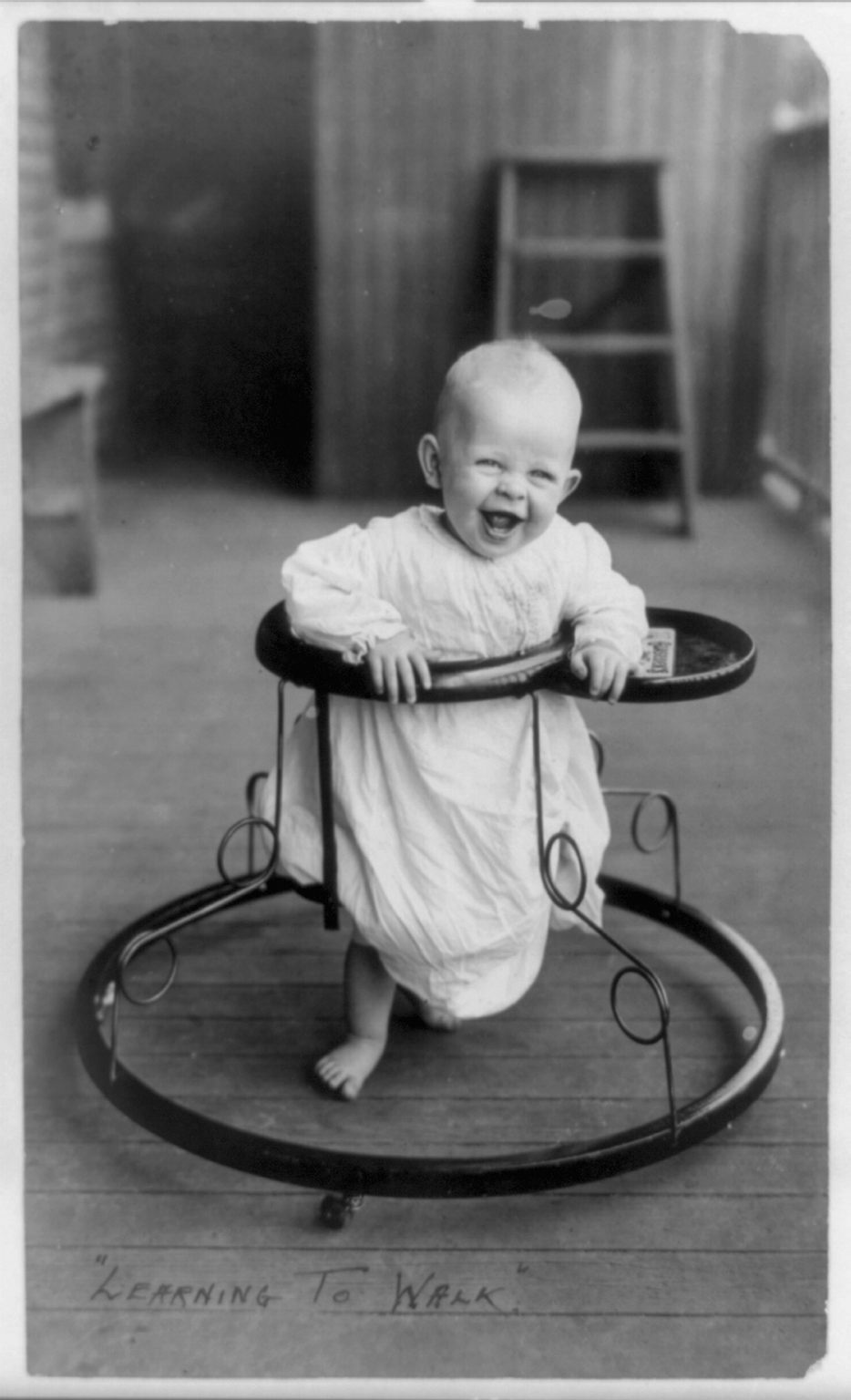
Kind in einer Lauflernhilfe

Eine Lauflernhilfe (auch Gängelwagen, Gehfrei, Lauflernschule oder Babywalker genannt) ist eine Sitzvorrichtung in einem Gestell auf mehreren Rädern für Säuglinge, mit dem diese sich durch Strampeln fortbewegen können. Der Bewegungsradius des Kindes wird so stark vergrößert. Oft ist eine Art Tisch befestigt, der entweder in Form einer Ablagefläche genutzt wird oder mit Rasseln oder Figuren als Spielbrett dient.

## Geschichte

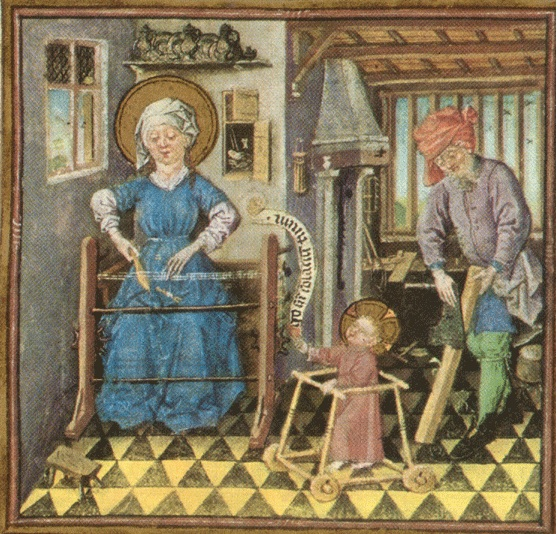
Jesus in einer Lauflernhilfe. Aus dem Stundenbuch von Katharina von Kleve, illustriert durch einen holländischen Künstler, um 1440.

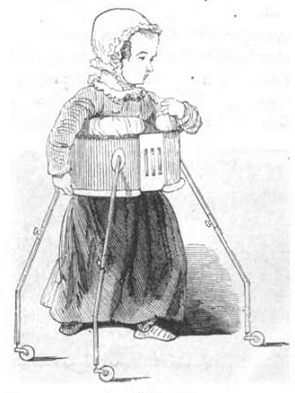
Historischer Laufwagen für Kinder (Mitte 19. Jahrhundert)

Die Geschichte der Lauflernwagen reicht mindestens zurück ins 15. Jahrhundert. Die Geräte werden hier meist als „Gängelwagen“ bezeichnet, wobei die Bedeutung des Wortes gängeln bis in das 18. Jahrhundert nicht negativ besetzt ist. Gängeln bedeutet schlicht „beim Gehen führen“.
Im 18. Jahrhundert änderte sich die Bedeutung des Wortes gängeln und auch die Einstellung zu Lauflerngeräten. Es mehrten sich kritische Stimmen, die technische Hilfsmittel zum Laufenlernen als unnötig und unter Umständen gefährlich bezeichneten. Obwohl die Kritik an Lauflerngeräten bis heute anhält, werden diese weiterhin hergestellt und genutzt.

## Kritik
Die sogenannten Lauflernhilfen behindern die normale physiologische Bewegungsentwicklung. Kinder lernen durch das Hängen in der Lauflernhilfe ein falsches Gangbild, was häufig behandlungsbedürftig ist. Es kann zusätzlich zu Fußfehlstellungen und Muskelverkürzungen kommen. Der gesamte Gehapparat des Kindes kann durch einen Babywalker in Mitleidenschaft gezogen werden.
Kinder können sich mit Hilfe der Lauflernhilfe kurzfristig mit bis zu 10 km/h bewegen, was das Verletzungsrisiko (z. B. durch Quetschungen oder Treppenstürze) erhöht. Jedes Jahr verletzen sich etwa 6000 Kinder in Deutschland mit Lauflernhilfen, weswegen der Berufsverband der Kinder- und Jugendärzte (BVKJ) seit Jahren für deren Verbot plädiert.
Die EU-Kommission hat generell von der Verwendung von Lauflernhilfen abgeraten.

## Normen und Verbote
Eine 2009 eingeführte europäische Sicherheitsnorm legt Stabilitätsprüfungen für Lauflernhilfen fest; die Einhaltung der Norm ist allerdings nicht verpflichtend.
In Kanada wurden die Babywalker im April 2004 verboten, nachdem Erhebungen von 1990 bis 2002 auf 1935 Unfälle hingewiesen hatten.